# U.S. Route 169
La U.S. Route 169 (US 169) est une US Route auxiliaire de la US 69 parcourant 966 miles (1 555 km) entre Tulsa, Oklahoma et Virginia, Minnesota, en passant aussi par le Kansas, le Missouri et l'Iowa.

## Description du tracé

### Oklahoma
La US 169 débute au sud-est de Tulsa comme prolongement de la route à la jonction avec la US 64. Elle se dirige vers le nord et croise l'I-44 ainsi que l'I-244. Elle continue vers le nord en autoroute jusqu'à Collinsville, où elle devient une voie rapide. Elle passe par Oologah, Nowata et South Coffeyville où elle atteint la frontière avec le Kansas.

### Kansas
La US 169 entre au Kansas à Coffeyville et se dirige vers le nord. Elle forme un court multiplex avec la US 166 et continue ensuite vers le nord. Elle passe par Cherryvale, Thayer, Chanute, Iola et Colony. Entre Colony et Garnett, elle forme un multiplex avec la US 59 jusqu'à Garnett. Elle se dirige ensuite vers le nord-est et passe par Osawatomie et Paola où elle reprend un alignement vers le nord. Elle passe par Spring Hill et atteint Olathe, au sud-ouest de Kansas City. Elle y rejoint l'I-35 / US 50 / US 56 et forme un multiplex avec la route vers le nord-est. À Overland Park, la US 69 rejoint le multiplex. Un peu plus loin, la US 56 / US 69 / US 169 quitte le tracé de l'I-35 pour se diriger vers l'est. Peu après, la US 69 se sépare et la US 56 / US 169 continue vers l'est. À Westwood, la US 56 et la US 169 se séparent. Cette dernière prend la direction nord jusqu'à la jonction avec l'I-70 / US 24 / US 40. La US 169 rejoint cette route pour traverser la frontière avec le Missouri.

### Missouri
La US 169 entre au Missouri à Kansas City en multiplex avec l'I-70 / US 24 / US 40. Peu après, elle se sépare de cette route pour prendre la direction du nord. Elle traverse les banlieues nord de Kansas City en autoroute et prend la forme d'une voie rapide après avoir croisé l'I-435. Elle passe alors par Smithville et Trimble avant d'adopter une orientation vers le nord-ouest. Elle passe ensuite à l'est de Saint Joseph et se dirige vers le nord-est. Elle passe par Union Star avant de bifurquer vers le nord pour atteindre King City, Stanberry, Grant City et Irena. Au nord de celle-ci, la US 169 atteint la frontière avec l'Iowa.

### Iowa
La US 169 entre en Iowa au sud de Redding. Elle passe par Mount Ayr, Afton, Winterset, De Soto, Ogden, Boxholm, Fort Dodge, Humboldt, Algona et Lakota avant d'atteindre la frontière du Minnesota au nord de cette dernière.

### Minnesota
La US 169 entre au Minnesota à Elmore. Elle continue vers le nord et croise l'I-90 à Blue Earth. Elle passe par Winnebago, Vernon Center et Mankato où elle traverse la rivière Minnesota. Elle continue son trajet vers le nord en passant par Saint Peter, Le Sueur, Belle Plaine et Jordan pour ensuite arriver à Shakopee, en banlieue sud-ouest de Minneapolis. C'est là qu'elle devient une autoroute en traversant l'ouest de Minneapolis du sud au nord. Elle atteint alors Champlin où elle forme un multiplex avec la US 10 jusqu'à Elk River, à l'ouest. Là, elle reprend la direction du nord en passant par Zimmerman, Princeton, Milaca, Onamia, Vineland, Garrison, Aitkin, Hassman, Hill City et Grand Rapids. Là, elle se dirige vers le nord-est et passe par Taconite, Marble, Keewatin, Buhl et Virginia, où elle prend fin alors qu'elle rencontre la US 53.

## Intersections majeures
Oklahoma
 US 64 à Tulsa. Les routes forment un multiplex dans la ville.
 I-44 à Tulsa
 I-244 / US 412 à Tulsa
 US 60 à Nowata
Kansas
 US 166 à Coffeyville. Les routes forment un multiplex jusqu'à l'est de Coffeyville.
 US 160 près de Cherryvale. Les routes forment un multiplex sur environ 0,90 miles (1,40 km).
 US 400 près de Cherryvale
 US 54 près d'Iola
 US 59 près de Welda. Les routes forment un multiplex jusqu'au sud de Garnett.
 I-35 / US 50 / US 56 à Olathe. L'I-35 / US 169 forment un multiplex jusqu'à Merriam. La US 50 / US 169 forment un multiplex jusqu'à Lenexa. La US 56 / US 169 forment un multiplex jusqu'aux limites entre Westwood et Mission Woods.
 I-435 à Lenexa
 US 69 à Lenexa. Les routes forment un multiplex jusqu'à Overland Park.
 I-35 à Kansas City
 I-70 / US 24 / US 40 / US 69 à Kansas City. L'I-70 / US 24 / US 40 / US 169 forment un multiplex jusqu'à Kansas City, MO.
Missouri
 I-35 à Kansas City. Les routes forment un multiplex dans la ville.
 US 69 près de Northmoor
 I-29 / US 71 à Gladstone
 I-435 à Kansas City
 I-29 / US 71 à Saint Joseph
 US 36 à Saint Joseph
 I-29 / US 71 à Saint Joseph
 US 136 à Stanberry. Les routes forment un multiplex jusqu'au nord de Darlington.
Iowa
 US 34 à Afton. Les routes forment un multiplex jusqu'à l'ouest de Thayer.
 I-80 / US 6 à De Soto. La US 6 / US 169 forment un multiplex jusqu'à Adel.
 US 30 à Ogden. Les routes forment un multiplex jusqu'à l'est de Beaver.
 US 20 près de Fort Dodge
 US 18 à Algona
Minnesota
 I-90 à Blue Earth
 US 14 à North Mankato
 I-494 à Bloomington
 US 212 aux limites entre Eden Prairie et Edina
 I-394 / US 12 aux limites entre Saint Louis Park et Golden Valley
 I-94 / I-694 / US 52 aux limites entre Maple Grove et Brooklyn Park
 US 10 à Anoka. Les routes forment un multiplex jusqu'à Elk River.
 US 2 à Grand Rapids. Les routes forment un multiplex dans la ville.
 US 53 à Virginia